# Leonid Sluckij (politico)
Leonid Ėduardovič Sluckij (in russo  Леонид Эдуардович Слуцкий?; Mosca, 4 gennaio 1968) è un politico russo.
Dal 2022 è il leader del partito ultranazionalista LDPR e fa parte della Duma di Stato dal 1999.
Nel 2018 è stato la figura centrale di uno scandalo di molestia sessuale. Nel 2022 ha partecipato ai negoziati di pace con l'Ucraina in seguito allo scoppio dell’invasione russa in Ucraina. Nel 2023 ha annunciato la sua candidatura alle elezioni presidenziali russe del 2024.

## Biografia

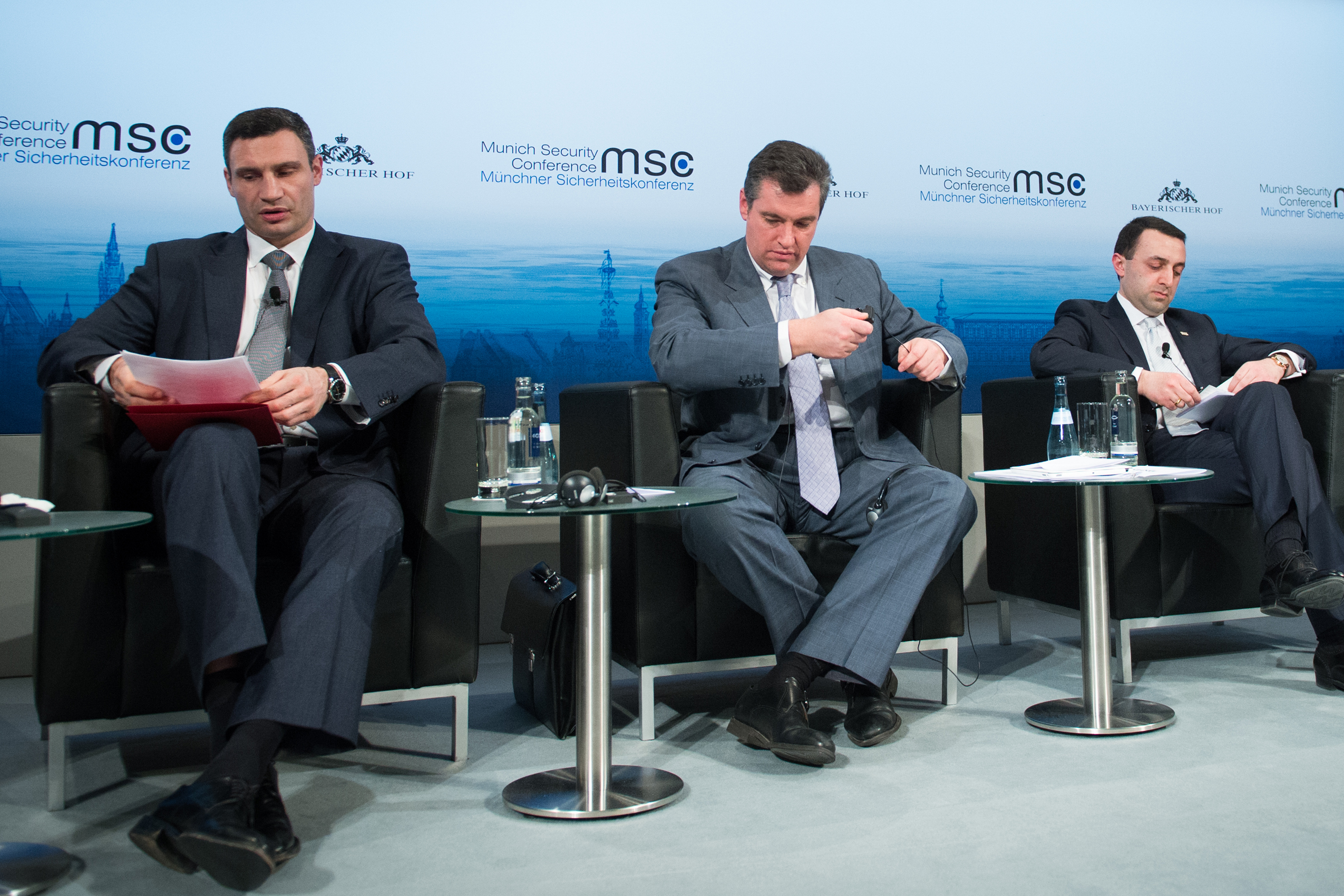
Sluckij con Vitalij Klyčko e Irak'li Gharibashvili alla 50ª Conferenza sulla sicurezza di Monaco il 1º febbraio 2014

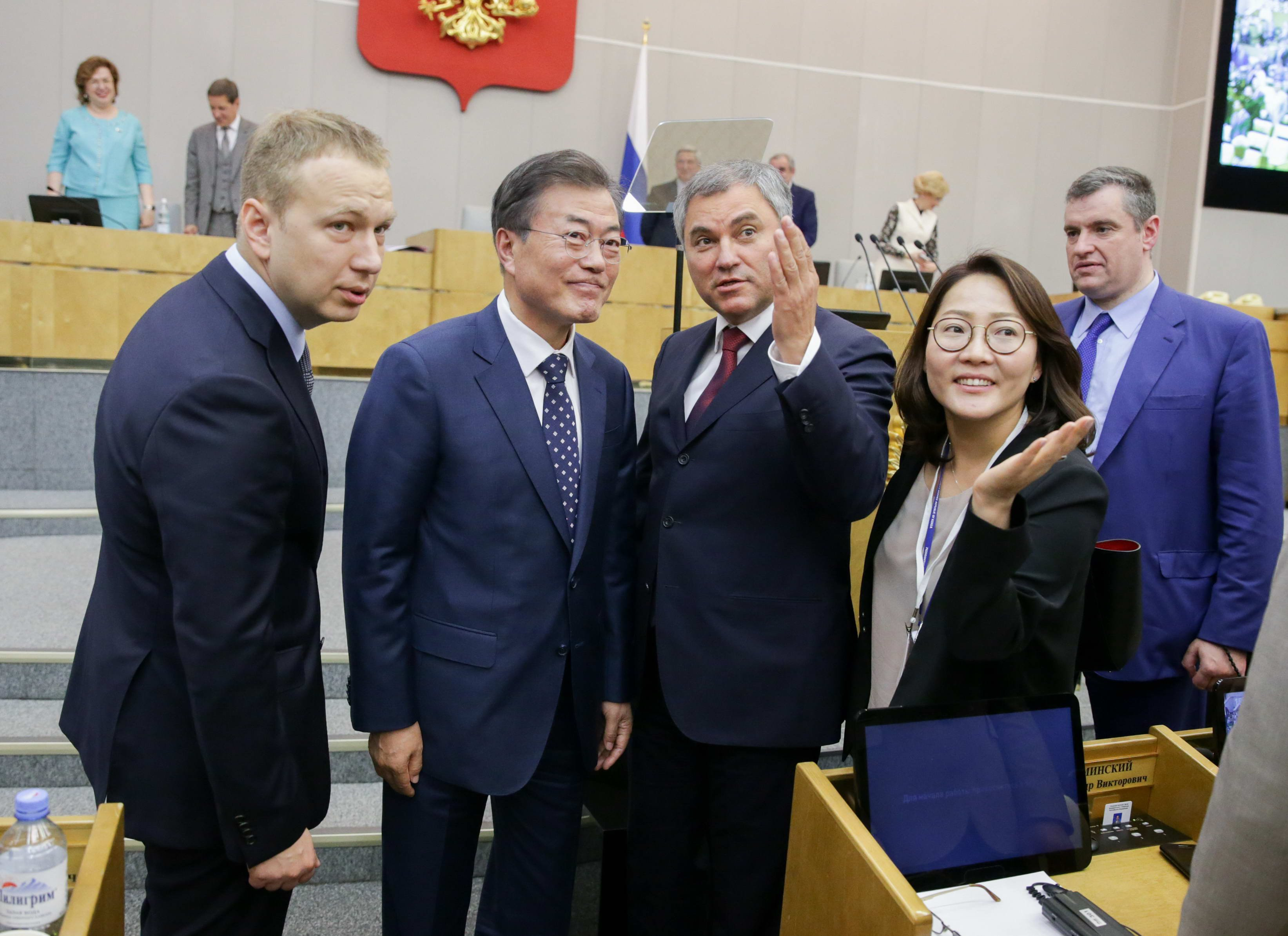
Sluckij e Vjačeslav Volodin con il presidente sudcoreano Moon Jae-in nella Duma di Stato il 21 giugno 2018

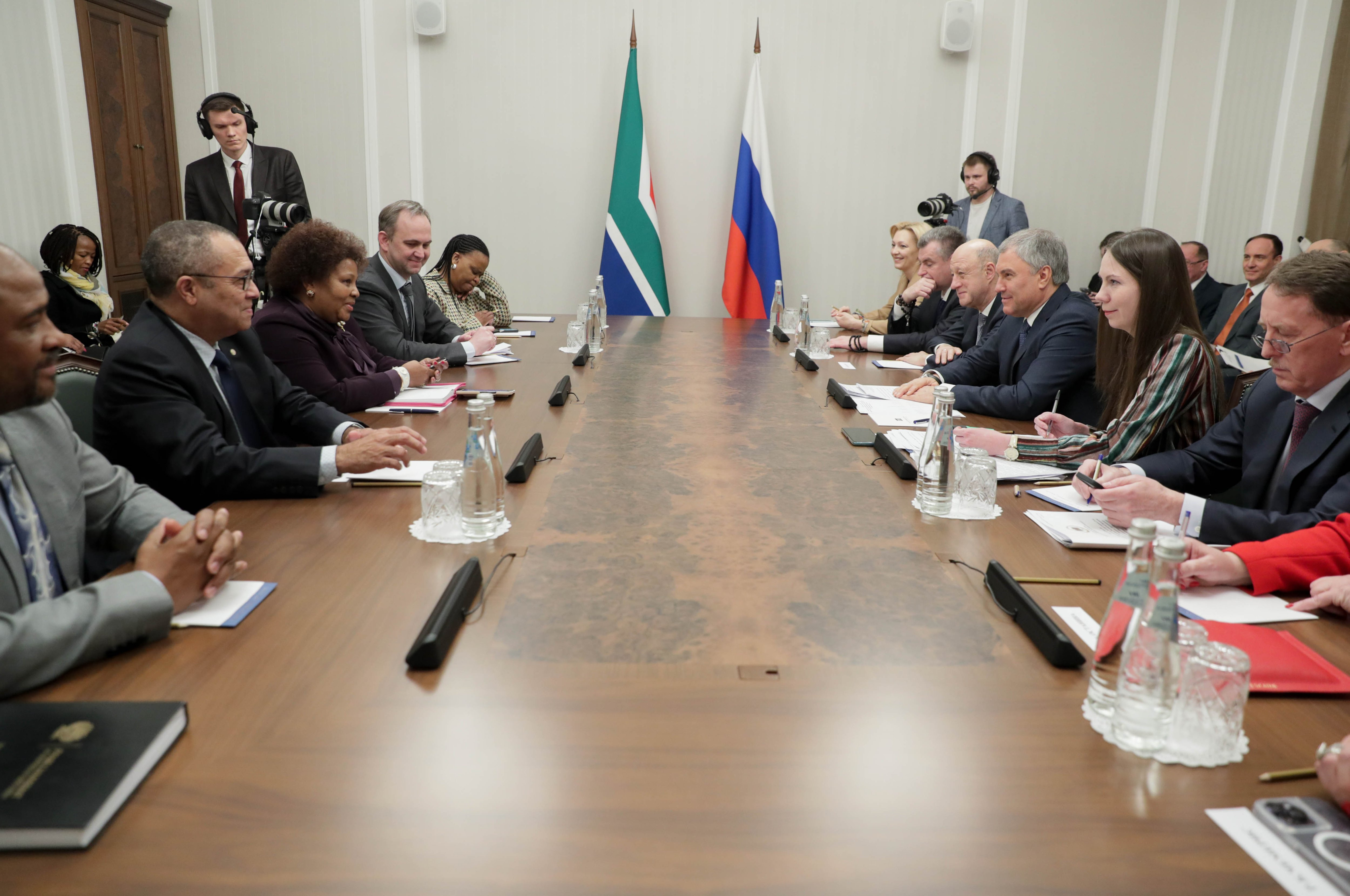
Sluckij e Volodin con la delegazione sudafricana guidata da Nosiviwe Mapisa-Nqakula, Mosca, 17 marzo 2023

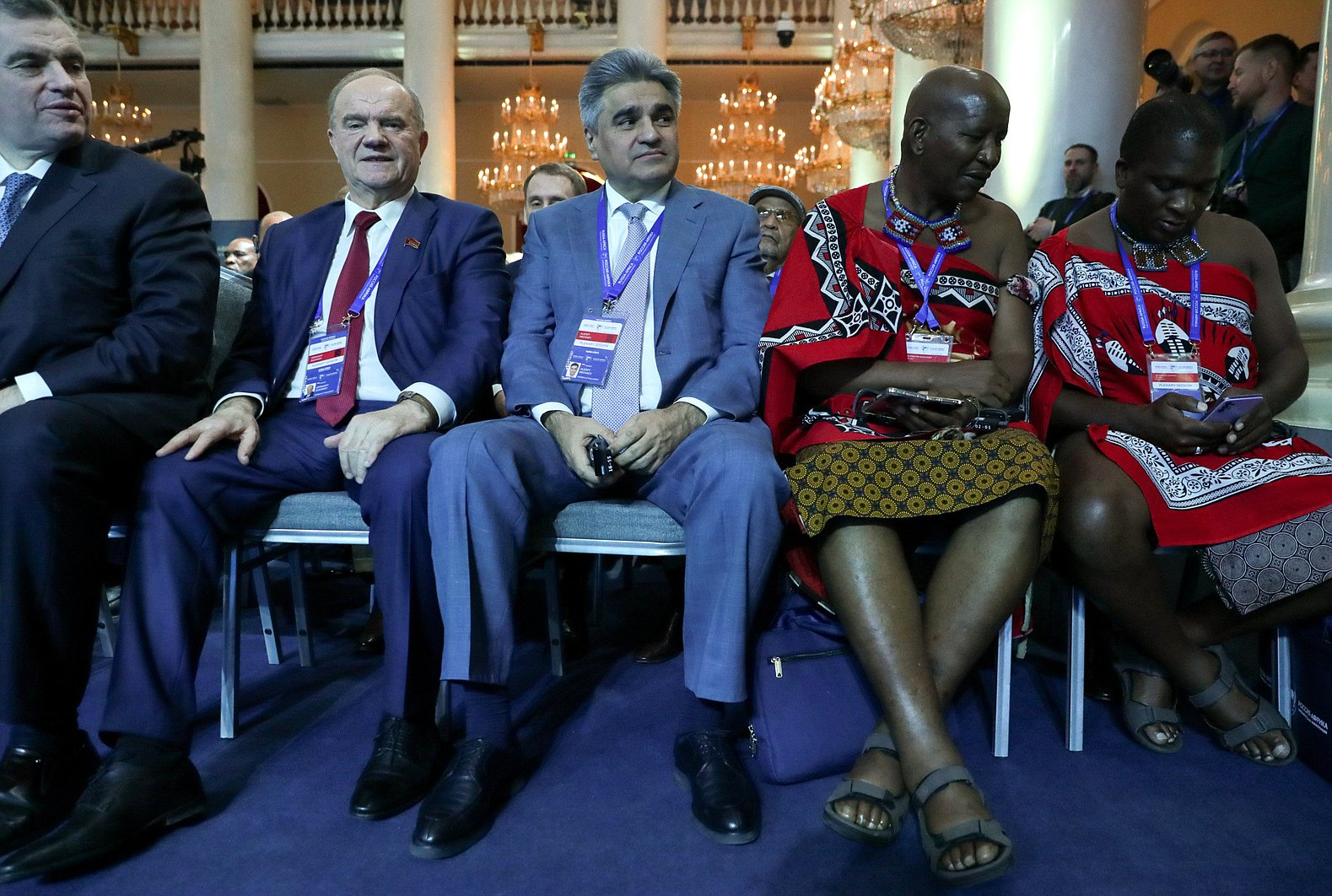
Sluckij, Gennadij Zjuganov e Aleksej Nečaev alla conferenza parlamentare “Russia-Africa” a Mosca il 20 marzo 2023

Sluckij ha ricoperto l’incarico di vicepresidente della commissione per gli affari internazionali della Duma di Stato e successivamente ne diventa presidente nella 7ª Duma di Stato. Tutt’ora ricopre la carica di preside del dipartimento di relazioni internazionali dell'Università statale di Mosca. In passato ha ricoperto incarichi bancari ed è stato consigliere del sindaco di Mosca. Sluckij fece anche rapporto alla direzione del Presidium del Soviet Supremo della RSFSR.
Il 17 marzo 2014, il giorno seguente al referendum sull'autodeterminazione della Crimea, Sluckij diventa una delle sette persone a essere sanzionate dal presidente statunitense Barack Obama con l'ordine esecutivo 13661. A causa dell’annessione della Crimea alla Russia è stato inserito anche nelle liste delle sanzioni europee.
Nel 2017, Sluckij chiamò il referendum sull'indipendenza della Catalogna una “cartina di tornasole” per l’Unione Europea, chiedendo “se Bruxelles sarà d’accordo con il diritto delle nazioni all’autodeterminazione, come con il Kosovo, o continuerà a insistere sul principio di integrità territoriale", come è avvenuto con la Crimea.
Nell'ottobre del 2018, Sluckij ha espresso preoccupazione sulla scelta degli Stati Uniti di ritirarsi dal Trattato INF, che secondo lui avrebbe dato inizio ad una nuova guerra fredda e potenzialmente a uno scontro armato.

## Accuse di molestie sessuali
Nel febbraio 2018, la giornalista della BBC News Russian Farida Rustamova, la produttrice di Dožd' Dar'ja Žuk, l'ex giornalista di Kommersant Anastasija Karimova e la giornalista di RTVi Ekaterina Kotrikadze attraverso Dožd' e BBC hanno accusato Sluckij di molestie sessuali. Sluckij in risposta si è paragonato ad Harvey Weinstein, ed ha affermato di essere bersaglio di diffamazione e ha minacciato Dožd' di prendere azioni legali.
Sono intervenuti diversi parlamentari in difesa di Sluckij, fra cui anche vari membri femminili della Duma di Stato: Elena Serova, Ol'ga Epifanova, Tamara Pletnëva, Elena Strokova e il presidente della Duma Vjačeslav Volodin. La deputata del partito Russia Unita, Oksana Puškina, ha preso le parti delle giornaliste e in un'intervista televisiva ha dichiarato che in passato si erano verificate molestie sessuali nella Duma di Stato, ma non sono mai state rese pubbliche.
L'8 marzo 2018 Sluckij durante la giornata internazionale della donna ha congratulato in un post su Facebook le giornaliste e si è scusato con "quelle di loro alle quali ha causato volontariamente o involontariamente stress emotivo". I media russi hanno associato queste scuse allo scandalo delle molestie sessuali. Nello stesso giorno anche Marija Zacharova, ha rivelato che Sluckij ha avuto dei comportamenti inappropriati nei suoi confronti.
Il 21 marzo 2018 la Commissione etica della Duma di Stato, presieduta da Otari Aršba, assolve Sluckij dichiarando che non ci sono state “violazioni delle norme” nelle sue azioni. Secondo Aršba, il ragionamento si limitava alla parola di una persona contro quella di un'altra. Lo stesso ha anche sottolineato che i giornalisti hanno il diritto di rivolgersi alle forze dell'ordine con gli argomenti e i materiali forniti al posto della commissione.
In risposta alla decisione della Commissione, molti organi di stampa russi hanno annunciato il boicottaggio di Sluckij e i membri della Commissione oppure della Duma in generale. Alcuni giornali come Meduza e Vedomosti nei loro editoriali hanno associato la decisione all'impunità delle autorità e hanno richiesto le dimissioni di Sluckij.

## Controversie

### Proprietà e reddito
Secondo dati ufficiali, il reddito di Sluckij nel 2011 è stato di 1,9 milioni di rubli (19,3 mila Euro), nel 2016 - 4,9 milioni (49,8 mila Euro). Possedendo 1,2 mila metri quadrati di terreno, una casa, tre appartamenti, perimetri non residenziali e diverse automobili, tra cui una Bentley Continental Flying Spur, una Bentley Bentayga e una Mercedes-Benz W222.
L'8 marzo 2018, l’attivista politico Aleksej Naval'nyj e la sua Fondazione Anti-corruzione (FBK) hanno pubblicato un'indagine su Leonid Sluckij accusandolo di frode fiscale, dato che con il suo reddito non si potrebbe permettere le due auto.
Nella stessa indagine viene anche rivelato che Sluckij ha in affitto un ettaro di terra a Rubljovka mai dichiarato. La FBK ha inviato una richiesta alla Duma di Stato chiedendo di togliere il potere da deputato a Sluckij dopo le indagini.

### Accuse di corruzione
Nel gennaio 2017, l'imprenditore Sergej Polonskij ha fatto appello al procuratore generale sporgendo una denuncia penale contro i deputati Vladimir Resin e Leonid Sluckij. Secondo Polonskij, i due deputati hanno estorto da lui una tangente, ottenendo poi “990 m² nella villa della "Riviera di Kutuzovskaja" per la registrazione del contratto”.

### Invasione russa dell’Ucraina del 2022
Nel 2022, Sluckij è diventato un membro della squadra per la negoziazione della pace nel conflitto Russo-Ucraino. Dopo la fine della battaglia di Mariupol' era incaricato nei negoziati sui soldati ucraini feriti nelle acciaierie dell'Azovstal', successivamente affermando che i membri del 12ª Brigata d’assalto dovrebbero essere giustiziati dato che “non meritano di vivere”. Questo però porterebbe a una violazione della legge russa, che prevede una moratoria sulla pena di morte dal 1996, aggiungendo anche che violerebbe le Convenzioni di Ginevra.

## Vita privata
Sluckij è reduce da un divorzio ma è attualmente sposato, inoltre ha una figlia adulta dal suo primo matrimonio.
Nel marzo 2018, la giornalista Anna Mongajt ha dichiarato che la cantante russa Zara ha ricevuto aiuti politici e il titolo di "Artista onorata della Federazione Russa" a causa della sua relazione con Sluckij.

### Connessioni con la Chiesa ortodossa russa
Sluckij ha rapporti stretti con la Chiesa ortodossa russa. L'11 giugno 2011, giorno della Pentecoste ortodossa, Sluckij senza ricevere il permesso e senza aver avvisato, atterra sul territorio del Monastero della Trinità di San Sergio su un elicottero. Questo suscitò una grande indignazione fra i parrocchiani e altri operatori della chiesa. Secondo il deputato, lui aveva l’intenzione di recarsi dal patriarca Cirillo I, ma a causa degli ingorghi sull'autostrada di Jaroslavl' ha dovuto ricorrere al servizio di una compagnia di elicotteri.
L'indagine del canale Dožd' dimostra che Sluckij è il presidente del consiglio della fondazione di beneficenza "Cattedrale navale di Kronštadt", la quale ha contribuito 1,3 miliardi di rubli alla restaurazione della Cattedrale di San Nicola della Marina. Solo nel 2013, sono stati spesi più di un miliardo di rubli in donazioni per la costruzione di varie chiese per tutta la Russia.
Andrej Kononov, il direttore generale del fondo, è l’assistente di Sluckij. L'indagine dichiara che una parte del fondo sia stato usato per finanziare i ribelli della Repubblica Popolare di Doneck. È stato dimostrato anche che Kononov ha contatti con la supremazia militare di Doneck facendo anche diversi viaggi nella repubblica, portando con sé sacerdoti e icone.